# Eliot Vassamillet
Eliot Vassamillet (ur. 29 grudnia 2000 w Mons) – belgijski piosenkarz, reprezentant Belgii w Konkursie Piosenki Eurowizji 2019.

## Życiorys
W 2018 uczestniczył w ósmej edycji programu The Voice Belgique, w której występował jako członek drużyny prowadzonej przez Slimane i odpadł w pierwszym odcinku „na żywo”. W 2019, reprezentując Belgię z utworem „Wake Up”, zajął 13. miejsce w półfinale 64. Konkursu Piosenki Eurowizji w Tel Awiwie, przez co nie przeszedł do finału.

## Dyskografia

### Single
| Rok  | Singiel   | Album |
| ---- | --------- | ----- |
| 2019 | „Wake Up” | —     |